# Francia euróérmék

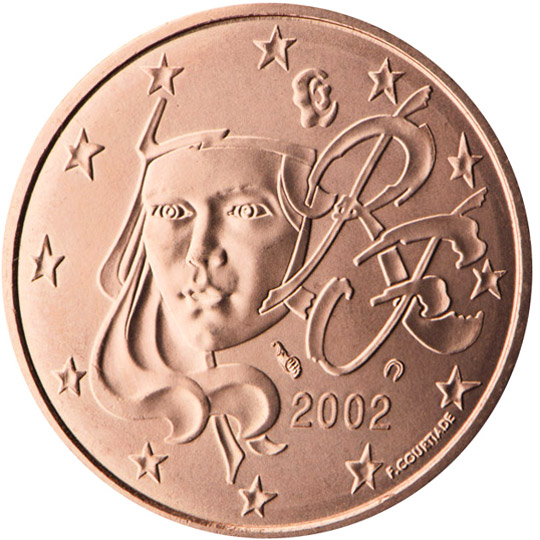
Francia érme hátoldala

Franciaországban nyilvános pályázatot írtak ki az euróérmék nemzeti oldalának megtervezésére. A pályázatra több mint 1000 pályamű érkezett, melyek gyakorlatilag a francia történelem, építészet, művészet egészét átfogták. A pénzügyminiszter elnökletével összeülő bizottság végül három ábrázolást választott ki. Az 1 és 2 eurós érméket Joaquim Jiménez grafikus, míg az 50, 20 és 10 centeseket Laurent Jorlo tervezte. Az 1, 2 és 5 centes Fabienne Courtiade-nek, a francia pénzverde vésnökének munkája.
| Címlet                  | Kép | Leírás |
| ----------------------- | --- | --- |
| 2 euró 1 euró           |     | A fa a folytonos fejlődés, növekedés és megújulás jelképe a francia kultúrában. Stilizált alakja a francia állam jelképe, melyet Franciaország "Liberté, Egalité, Fraternité" (Szabadság, Egyenlőség, Testvériség) jelmondata vesz körbe.                                                                                                |
| 50 cent 20 cent 10 cent |     | A magvető nő allegorikus alakja korábban számtalanszor megjelent a francia frankon. Alakja egyszerre jelképezi a francia történelem folytonosságát és a frank továbbélését egy európai keretben (12 csillag). A magvetés az európai irodalomban a jövőről való gondoskodás és a tudás terjesztésének jelképe. (Lásd még: szlovén 5 cent) |
| 5 cent 2 cent 1 cent    |     | Franciaország allegorikus fiatal nőalakjának, Marianne-nak arcképe. Arcvonásai egyszerre sugallnak eltökéltséget és szelídséget. |